# Den franske løjtnants kvinde (film fra 1981)
 For alternative betydninger, se Den franske løjtnants kvinde. (Se også artikler, som begynder med Den franske løjtnants kvinde)
Den franske løjtnants kvinde (originaltitel: The French Lieutenant's Woman) er en britisk romantisk dramafilm fra 1981 instrueret af Karel Reisz og med Meryl Streep og Jeremy Irons i hovedrollerne. Filmen er produceret af Leon Clore efter manuskript af dramatikeren Harold Pinter baseret på John Fowles' roman af samme navn fra 1969. Filmens musik er skrevet af Carl Davis.
Filmen blev en kommerciel og kunstnerisk succes og modtog fem Oscar-nomineringer. Streep blev nomineret til Oscar for bedste skuespillerinde og Pinter til en Oscar for bedste filmatisering.

## Handling
Filmens handling består af to sammenvævede historier om to romantiske affærer. Den ene historie foregår i den victorianske periode og involverer en gentleman, palæontologen Charles Smithson, og den komplekse og martrede Sarah Woodruff, kendt som "den franske løjtnants kvinde". Den anden affære er mellem skuespillerne Mike og Anna, der spiller hovedrollerne i en moderne filmatisering af historien. Jeremy Irons og Meryl Streep spiller hovedrollerne i begge historier.
Filmens to parallelle historier har forskellige udfald. I den victorianske historie indgår Charles i et intenst følelsesladet forhold til Sarah lige efter han har er blevet forlovet med Ernestina (spillet af Lynsey Baxter), en rig købmandsdatter i Lyme Regis. Charles og Sarah mødes i hemmelighed i Lyme Regis Undercliff og har til sidst sex på et hotel i Exeter. Forholdet fører til, at Charles bryder sin forlovelse, men så forsvinder Sarah. Charles bliver sagsøgt for at bryde sit ægteskabsløfte til Ernestina, og bliver socialt udstødt mens han leder efter Sarah i frygt for, at hun er blevet prostitueret i London. Efter tre år kontakter Sarah Charles for at forklare, at hun havde brug for tid til at finde sig selv. Hun har haft et job som guvernante i Lake District. På trods af Charles' initiale vrede tilgiver han hende, og de to bliver forsonet. De ses til sidste sejle på søen Windermere.
I den moderne historie er den amerikanske skuespillerinde Anna og den engelske skuespiller Mike, begge gift, men ikke med hinanden. Under indspilningen af den den victorianske film, hvor Anna spiller Sarah og Mike spiller Charles, har de en langvarig affære. Da optagelserne slutter, ønsker Mike at fortsætte forholdet, men Anna lægger afstand til den og undgår Mike til fordel for at være sammen med sin franske mand. Under festen, hvor det fejres, at filmoptagelserne er afsluttet, går Anna uden at sige farvel til Mike. Mike kalder på Anna ved brug af hendes karakters navn Sarah fra et vindue ovenpå på settet, hvor Charles og Sarah havde været sammen, mens han ser hende køre væk.

## Medvirkende
- Meryl Streep som Miss Sarah Woodruff / Mrs. Roughwood og Anna
- Jeremy Irons som Charles Henry Smithson og Mike
- Hilton McRae som Sam
- Emily Morgan som Mary
- Charlotte Mitchell som Mrs. Tranter
- Lynsey Baxter som Miss Ernestina Freeman
- Jean Faulds som Cook
- Peter Vaughan som Mr. Ernest Freeman
- Colin Jeavons som Vicar
- Liz Smith som Mrs. Fairley
- Patience Collier som Mrs. Poulteney
- John Barrett som mælkemand
- Leo McKern som Dr. Grogan
- Penelope Wilton som Sonia
- Alun Armstrong som Grimes

## Produktion
John Fowles' roman Den franske løjtnants kvinde udkom i 1969, og relativ kort tid efter gik arbejdet med en filmatisering i gang. Processen var langvarig, og filmrettighederne skiftede hænder flere gange i processen. Oprindeligt blev der arbejdet på en filmatisering til tv, men produceren Saul Zaentz sørgede til sidst for, at filmen blev en biograffilm. En række instruktører blev overvejet til produktionen, bl.a. Sidney Lumet, Robert Bolt, Fred Zinnemann og Miloš Forman. Der blev udarbejdet flere manuskripter, herunder et af Dennis Potter i 1975 og af James Costigan i 1976, før Pinters endelige udkast.
Til castingen blev til rollen som Charles Smithson/Mike overvejet bl.a. Robert Redford og Richard Chamberlain, og kandidater til rollen som Sarah/Anna inkluderede var bl.a. Francesca Annis, Charlotte Rampling, Gemma Jones og Fowles' valg Helen Mirren.
Filmen blev optaget i 1980 "on location" i Lyme Regis, Dartmouth, Exeter, London docks og Windermere. Studiesettet blev bygget i Twickenham Studios i London efter Assheton Gortons designs.
Filmens prisvindende musik er komponeret af Carl Davis.

## Udgivelse

### Salg
Filmen blev en kommerciel succes i Storbritannien. I året for udgivelsen var filmen den næstmest indtjenende britiske film efter Viljen til sejr (Chariots of Fire) med indtægter på på £1.244.152.

### Kritikernes modtagelse
Roger Ebert fra Chicago Sun-Times gav filmen tre og en halv stjerner ud af fire og kaldte den "en smuk film at se på og bemærkelsesværdigt velspillet". The New York Times kaldte den "en forbløffende smuk film, med elegant skuespil af Meryl Streep som den ultimativt upålidelige Sarah; Jeremy Irons, der ligner den unge Laurence Olivier fra Stormfulde Højder (Wuthering Heights), som Charles Smithson, og i birollerne et cast af fremragende skuespillere af den slags, som kun England synes at besidde."Variety skrev: "Effekten af de to sammenvævede historier er til tider irriterende og forvirrende, men har til sidst stor påvirkning. Dette skyldes i høj grad Meryl Streeps stærke præstationer som Sara Woodruff/Anna og Jeremy Irons som Charles Smithson/Mike."
Gene Siskel fra Chicago Tribune gav filmen fire stjerner ud af fire og kaldte den "en smukt lavet film, der ganske godt fremmaner fortiden og nutiden. Både Streep og Irons lever op til den ekstraordinære forudbetaling, de har modtaget." Han rangerede filmen som nr. 10 på sin liste over årets film i 1981. Los Angeles Times roste også Meryl Streeps "lysende præstation" og Assheton Gortons produktionsdesign som "intet mindre end fremragende".
Mere kritisk var The New Yorker, der i sin anmeldelse bl.a. skrev, at "vi kommer aldrig rigtig ind i filmen, fordi Meryl Streep, ligesom Sarah, giver en pletfri, teknisk gennemført præstation, men hun er ikke mystisk." The Washington Post kaldte filmen "en usvigelig billedlig lækkerbidsken..., der konkurrerer med sidste års Tess om at være en nydelig og stemningsfuld periodeproduktion."
Ved bodiluddelingen i 1982 modtog filmen en Bodil for bedste europæiske film.

### Priser og nomineringer
| Pris                                        | Kategori                                                                        | Nomineret                                                 | Resultar   | Ref          |
| ------------------------------------------- | ------------------------------------------------------------------------------- | --------------------------------------------------------- | ---------- | ------------ |
| Oscaruddelingen 1982                        | Oscar for bedste kvindelige hovedrolle                                          | Meryl Streep                                              | Nomineret  | [ 9 ] [ 10 ] |
| Oscaruddelingen 1982                        | Oscar for bedste filmatisering                                                  | Harold Pinter                                             | Nomineret  | [ 9 ] [ 10 ] |
| Oscaruddelingen 1982                        | Oscar for bedste scenografi                                                     | Art Direction: Assheton Gorton; Set Decoration: Ann Mollo | Nomineret  | [ 9 ] [ 10 ] |
| Oscaruddelingen 1982                        | Oscar for bedste kostumer                                                       | Tom Rand                                                  | Nomineret  | [ 9 ] [ 10 ] |
| Oscaruddelingen 1982                        | Oscar for bedste klipning                                                       | John Bloom                                                | Nomineret  | [ 9 ] [ 10 ] |
| Bodilprisen                                 | Bodilprisen for bedste europæiske film                                          | Karel Reisz                                               | Vundet     | [ 11 ]       |
| British Academy Film Awards                 | Bedste film                                                                     | Leon Clore                                                | Nomineret  | [ 12 ]       |
| British Academy Film Awards                 | Bedste instruktør                                                               | Karel Reisz                                               | Nomineret  | [ 12 ]       |
| British Academy Film Awards                 | Bedste mandlige hovedrolle                                                      | Jeremy Irons                                              | Nomineret  | [ 12 ]       |
| British Academy Film Awards                 | Bedste kvindelige hovedrolle                                                    | Meryl Streep                                              | Vundet     | [ 12 ]       |
| British Academy Film Awards                 | Bedste manuskript                                                               | Harold Pinter                                             | Nomineret  | [ 12 ]       |
| British Academy Film Awards                 | Bedste Cinematografi                                                            | Freddie Francis                                           | Nomineret  | [ 12 ]       |
| British Academy Film Awards                 | Bedste kostumer                                                                 | Tom Rand                                                  | Nomineret  | [ 12 ]       |
| British Academy Film Awards                 | Bedste redigering                                                               | John Bloom                                                | Nomineret  | [ 12 ]       |
| British Academy Film Awards                 | Bedste originale filmmusik                                                      | Carl Davis                                                | Vundet     | [ 12 ]       |
| British Academy Film Awards                 | Bedste produktionsdesign                                                        | Assheton Gorton                                           | Nomineret  | [ 12 ]       |
| British Academy Film Awards                 | Bedste lyd                                                                      | Don Sharpe, Ivan Sharrock og Bill Rowe                    | Vundet     | [ 12 ]       |
| British Society of Cinematographers Awards  | Best Cinematography in a Theatrical Feature Film                                | Freddie Francis                                           | Vundet     | [ 13 ]       |
| César Awards                                | Bedste udenlandske film                                                         | Karel Reisz                                               | Nomineret  | [ 14 ]       |
| David di Donatello Awards                   | Bedste udenlandske skuespillerinde                                              | Meryl Streep                                              | Nomineret  |              |
| David di Donatello Awards                   | Bedste manuskript                                                               | Harold Pinter                                             | Vundet     |              |
| Evening Standard British Film Awards        | Bedste film                                                                     | Karel Reisz                                               | Vundet     |              |
| Fotogramas de Plata                         | Bedste udenlandske skuespiller                                                  | Meryl Streep                                              | Nomineret  |              |
| Golden Globe Awards                         | Golden Globe for bedste film - drama                                            | Golden Globe for bedste film - drama                      | Nomineret  | [ 15 ]       |
| Golden Globe Awards                         | Golden Globe for bedste skuespillerinde - drama                                 | Meryl Streep                                              | Vundet     | [ 15 ]       |
| Golden Globe Awards                         | Golden Globe for bedste filmmanuskript                                          | Harold Pinter                                             | Nomineret  | [ 15 ]       |
| Grammy Awards                               | Best Album of Original Score Written for a Motion Picture or Television Special | Carl Davis                                                | Nomineret  | [ 16 ]       |
| Los Angeles Film Critics Association Awards | Bedste skuespillerinde                                                          | Meryl Streep                                              | Vundet     | [ 17 ]       |
| Los Angeles Film Critics Association Awards | Bedste Cinematografi                                                            | Freddie Francis                                           | Andenplads | [ 17 ]       |